# Diego Hurtado de Mendoza y Lemos
Diego Hurtado de Mendoza (Manzanares el Real, 1468?- Toledo, 1536), segon fill del cardenal Mendoza i Mencía de Lemos, futur comte de Melito, va nàixer en el Castell de Manzanares, on va ser criat i educat.

## Biografia
Va lluitar en la guerra de Granada i després es va distingir en les guerres d'Itàlia, a les ordres del Gran Capità i es va destacar en la presa de Melito (Nàpols), per la qual cosa fou nomenat comte de Melito en 1506.
A l'abril de 1520 va ser nomenat virrei del Regne de València i aquest nomenament fou el detonant de la Revolta de les Germanies, en ser un virrei estranger no acceptat per la burgesia local, la qual estava engegant un procés per adquirir més poder en l'àmbit local dins de la Ciutat de València. Inicialment derrotat pels agermanats a Gandia en 1521, i fent-lo fora de València, però tornà amb reforços i va poder recuperar la ciutat en novembre del de 1521. Un cop sufocada la revolta, en 1523 fou substituït en aquest càrrec per Germana de Foix.
Diego es va casar amb Ana de la Cerda i Castro, neta del quart duc de Medinaceli. Va morir a Toledo en 1536.